# روسمور (ویرجینیای غربی)
روسمور(به انگلیسی: Rossmore) شهری در ایالت ویرجینیای غربی کشور ایالات متحده آمریکا است که جمعیت آن در سرشماری سال ۲۰۱۰ میلادی، ۳۰۱ نفر بوده‌است.